# Zaduszki (film)
Zaduszki – polski film psychologiczny z 1961, w reżyserii Tadeusza Konwickiego.
Film, podobnie jak wyreżyserowany wcześniej przez Konwickiego Ostatni dzień lata, porusza problem pokolenia „porażonych wojną”. Emocjonalność przedstawicieli tego pokolenia została ukształtowana przez czas wojny. Po jej zakończeniu mają oni trudności z nawiązaniem normalnych związków uczuciowych.
Plenery: Mikołajki, Baranowo koło Mikołajek i Wrocław (ul. Nehringa).

## Fabuła
Michał i Wala podczas weekendu przebywają w hoteliku w małym miasteczku. Michał podczas wojny był związany z dwiema kobietami. Jedna była wojskowym porucznikiem, a druga sanitariuszką. Z kolei Wala kochała się w mężczyźnie, który zginął z rąk kolegów, gdy po wojnie ujawnił się. Oboje przeżyli nieudaną miłość, której wspomnienie prześladuje ich w Dzień Zaduszny. Ze strachu przed samotnością postanawiają pozostać razem, choć boją się mocniej zaangażować.

## Obsada aktorska
- Ewa Krzyżewska − Wala
- Edmund Fetting − Michał
- Elżbieta Czyżewska − porucznik „Listek”
- Beata Tyszkiewicz − Katarzyna
- Andrzej May − „Satyr”
- Jadwiga Chojnacka − właścicielka hoteliku
- Włodzimierz Boruński − Goldapfel
- Gustaw Lutkiewicz − „Kozak”
- Kazimierz Opaliński − Skotnicki